# Ciudad Oculta (álbum de Los Gardelitos)
Ciudad Oculta es el quinto álbum de estudio de Los Gardelitos. Publicado el 25 de mayo de 2014 a través de su canal de YouTube y en forma gratuita, y puesto a la venta en junio junto con las entradas del recital donde se presentó oficialmente el nuevo material discográfico.. Está integrado por 12 canciones que se intercalan entre dos autores: 6 temas en letra y música de Eli Suárez junto a 6 temas en letra y música de Korneta Suárez. En la estética y hasta en el concepto mismo del álbum se puede palpar que el grupo sigue adelante desde lo más profundo de sus raíces líricas y musicales: un disco donde conviven armoniosamente la crítica social y la temática amorosa en géneros como el rocanrol, el tango, la canción y el chamamé (Pájaro y campana de Eli Suárez, dedicado a la memoria del siempre recordado Korneta Suárez). La instrumentación hace eje en el trío aunque aporta sonidos originales y poco habituales para el rock: orquesta de cuerdas, pedal steel, clave, flauta traversa, arpa paraguaya, acordeón y orquesta de vientos suenan en manos de músicos invitados. Con un estilo único, irreverente y elegante a la vez, Los Gardelitos presentan oficialmente su nuevo disco el 20 de junio en el Luna Park convocando a unas 8.000 personas. A partir de ese momento el grupo dará inicio a su Gira Oculta: la misma que los hará presentarse en Uruguay en su primera visita al exterior y la que los tendrá girando por el interior de nuestro país e intercalando recitales en Buenos Aires hasta darle cierre el 17 de diciembre de 2016 en Ciudad Cultural Konex.

## Lista de canciones
1. Puño y letra
2. Hojas del otoño
3. Viejo y querido rocanrol
4. Buen día, nena
5. Lo que vendrá
6. Tibias noticias del sol
7. La ciudad que se oculta
8. Blues de los pantalones
9. Pájaro y campana
10. Una estrella en el mar
11. Al pie de la letra
12. Un taxi

## Músicos
- Eli Suarez: voz y guitarra eléctrica
- Diego Rodríguez: bajo
- Paulo Bellagamba: batería